# Sikaiana straminea
Sikaiana straminea är en insektsart som beskrevs av Frederick Arthur Godfrey Muir 1913. Sikaiana straminea ingår i släktet Sikaiana och familjen Derbidae. Inga underarter finns listade i Catalogue of Life.